# Chumi
Chumi, pseudonimo di Juan Brandáriz Movilla (A Laracha, 2 marzo 1999), è un calciatore spagnolo, difensore dell'Almería.

## Carriera

### Club

#### Barcellona
Cresciuto nel settore giovanile del Barcellona, ha esordito con la squadra riserve dei blaugrana il 1º settembre 2018, disputando l'incontro di Segunda División B perso per 0-1 contro l'Ejea. L'esordio in prima squadra arriva il 31 ottobre 2018, in occasione dell'incontro della Coppa del Re vinto per 0-1 contro la Leonesa. Nel corso della stagione, gioca altri due incontri nella coppa nazionale, non riuscendo comunque ad esordire in campionato.

#### Almería
Il 10 settembre 2020 viene acquistato dall'Almería, firmando un contratto di durata biennale. Il 10 ottobre seguente ha esordito con i Rojiblancos, nell'incontro di Segunda División perso per 1-0 contro l'UD Logroñés. Realizza la sua prima rete in campionato il 24 maggio 2021, nell'incontro vinto per 2-1 proprio contro l'UD Logroñés. Il 1º marzo 2022 prolunga il suo contratto fino al 2025. Al termine della stagione 2021-2022, contribuisce al ritorno della squadra nella Liga.

### Nazionale
Vanta alcune presenze con le nazionali giovanili spagnole Under-16 ed Under-17.

## Statistiche

### Presenze e reti nei club
Statistiche aggiornate al 7 luglio 2023.
| Stagione            | Squadra             | Campionato          | Campionato | Campionato | Coppe nazionali | Coppe nazionali | Coppe nazionali | Coppe continentali | Coppe continentali | Coppe continentali | Altre coppe | Altre coppe | Altre coppe | Totale | Totale |
| Stagione            | Squadra             | Comp                | Pres       | Reti       | Comp            | Pres            | Reti            | Comp               | Pres               | Reti               | Comp        | Pres        | Reti        | Pres   | Reti   |
| ------------------- | ------------------- | ------------------- | ---------- | ---------- | --------------- | --------------- | --------------- | ------------------ | ------------------ | ------------------ | ----------- | ----------- | ----------- | ------ | ------ |
| 2018-2019           | Barcellona B        | SDB                 | 28         | 0          |                 | -               | -               |                    | -                  | -                  |             | -           | -           | 28     | 0      |
| 2019-2020           | Barcellona B        | SDB                 | 16         | 0          |                 | -               | -               |                    | -                  | -                  |             | -           | -           | 16     | 0      |
| Totale Barcellona B | Totale Barcellona B | Totale Barcellona B | 44         | 0          |                 | -               | -               |                    | -                  | -                  |             | -           | -           | 44     | 0      |
| 2018-2019           | Barcellona          | PD                  | -          | -          | CR              | 3               | 0               | UCL                | -                  | -                  | SS          | -           | -           | 3      | 0      |
| 2020-2021           | Almería             | SD                  | 10+2       | 1+0        | CR              | 4               | 0               |                    | -                  | -                  |             | -           | -           | 16     | 1      |
| 2021-2022           | Almería             | SD                  | 25         | 1          | CR              | 2               | 0               |                    | -                  | -                  |             | -           | -           | 27     | 1      |
| 2022-2023           | Almería             | PD                  | 21         | 1          | CR              | 1               | 0               |                    | -                  | -                  |             | -           | -           | 22     | 1      |
| Totale Almería      | Totale Almería      | Totale Almería      | 56+2       | 3+0        |                 | 7               | 0               |                    | -                  | -                  |             | -           | -           | 65     | 3      |
| Totale carriera     | Totale carriera     | Totale carriera     | 102        | 3          |                 | 10              | 0               |                    | -                  | -                  |             | -           | -           | 112    | 3      |

## Palmarès

### Club

#### Competizioni giovanili
- UEFA Youth League: 1

Barcellona: 2017-2018

#### Competizioni nazionali
- Segunda División: 1

Almería: 2021-2022